# Дрвене цркве у Украјини
Дрвени храмови Украјине су споменици дрвене сакралне архитектуре у Украјини. У Украјини и у украјинској дијаспори постоји око 3.000 дрвених вјерских објеката. Јединственост украјинских дрвених храмова 15-18 вијека лежи у чињеници да су визуелно слични државном грбу Украјине. Цркве овог облика трозуба су распрострањене скоро на цијелој територији Украјине (у неким областима Галиције, Закарпатја и Буковине облик храмова је другачији).
Дрвена црквена архитектура у Украјини датира од почетка хришћанства у овој области и обухвата скуп јединствених стилова и облика специфичних за многе подрегије земље. Као облик народне културе, градња цркава у одређеним стиловима преноси се на наредне генерације. Архитектонски стилови варирају од веома једноставних до компликованих, укључујући високо квалификовану столарију и изузетну умјетност у резању дрвета.
Осим tserkvas (гркокатоличке или православне цркве), постоји доста kosciols (романокатоличких цркава) које су сачуване у западној Украјини. Неке од ових цркава брвнара остају у активној употреби и до данас.
Већина цркава брвнара које су данас преживеле на територији Украјине налази се у њеном западном делу, али има довољно цркава и на левој обали Дњепра. Апсолутна већина цркава брвнара у Украјини припада парохијама Украјинске православне цркве и Украјинске гркокатоличке цркве, само 11 цркава брвнара у Лавовској области припада Римокатоличкој цркви. Цркве брвнаре у Украјини су важни духовни центри и јединствени архитектонски споменици.
Најстаријим црквама брвнарама у Украјини сматрају се црква Светог Николе у селу Середне Вадијане у Закарпатске области, гдје су од 1428. године сачуване двије брвнаре, и црква Светог Николе у  село Колодне у Тјачивском округу Закарпатске области од 1470. године.

## Сакрална архитектура од дрвета у Украјини

### Сакрална архитектура
До краја 2010. године у Украјини је идентификовано скоро 1.900 дрвених цркава. Када су Украјинци емигрирали у Сједињене Америчке Државе крајем 19. вијека, многи су користили ове стилске форме, али су своју конструкцију прилагодили новим материјалима и новим условима животне средине (на примјер, Православна катедрала Свете Тројице, Илиноис). Према ријечима директора Лавовске националне умјетничке галерије Бориса Возњицког, тренутна ситуација у очувању јединствених цркава у Украјини је изузетно тешка. Мање цркава је изгорјело у западној Украјини током совјетске ере него што је изгорело у постсовјетском периоду.

### Регија Западна Украјина
Термин Западна Украјина се односи на западне територије Украјине. Не постоји универзално прихваћена дефиниција граница територије, али су типично укључене савремене украјинске административне регије (области) Черновску, Ивано-Франковсковску, Лавовску, Тернопољску и Закарпатску (које су биле дио бивше Аустроугарске империје). Поред тога, Волинска и Ривенска област (дијелови територије припојени Пољско-литванској заједници током њене треће подјеле) такође се обично укључују. Ријеђе је уврштавање Хмељницких области у ову категорију. Овај регион обухвата неколико историјских региона као што су Карпатска Рутенија, Халичина укључујући Покутју (источни дио Источне Галиције), већи дио Волиније, сјеверна Буковина и регион Херца и Подоље. Понекад се сматра да Западна Украјина укључује области источне Волиније, Подоље и мали сјеверни дио Бесарабије.

## Историјат развоја дрвене сакралне архитектуре у Украјини
Историја цркава брвнара је мало истражена и њоме се занимају углавном архитекте, а не историчари. Тачан период појављивања дрвених храмова на територији Украјине није познат. Највјероватније су дрвени храмови постојали и прије хришћанства на територији Украјине као паганска светилишта. Таква светилишта постојала су на Карпатима гдје су локалне занатлије прерађивали смрчево дрво и од њега градили куће и храмове. Постоји хипотеза да су за паганске свештенике храмови служили и као астрономске опсерваторије због чега су се увек подизали на највишем мјесту.
У доба увођења хришћанства у Украјини, дрвени храмови су подизани углавном у шумовитим и шумско-степским предјелима са доста шума. Први писани помен цркве брвнаре Светог Илије Пророка у граду Кијеву на Подилу налази се у уговору кијевског кнеза Игора са Византијским царством 944. године. Археолошким ископавањима на територији села Крилос (Ивано-Франковска област), откривена су два камена темеља некадашњих цркава брвнара из 12. и 13. вијека.
Најстаријим црквама брвнарама у Украјини сматрају се црква Светог Николе из села Середне Водјане у којој су од 1428. године сачуване две брвнаре и црква Светог Николе из села Колодне у Закарпатској области од 1470. године. Ове цркве су изграђене у комбинованом готичком стилу тог доба уз мађарске мотиве дрвене архитектуре.
Најстарија црква брвнара у Дњепровској области је црква Светог Архангела Михаила из села Дорогинка Фастовског округа Кијевске области из 1520-их година, која се данас налази у кијевском музеју на отвореном „Пирогив“. Ово је типична украјинска тродјелна племенска црква.
Од сачуваних цркава Украјине на територији Галиције и Карпата има десет цркава подигнутих крајем 15. вијека. У Украјини је од 16. до 17. вијека сачувано око 150 цркава. Већина сачуваних дрвених храмова подигнута је у 18. и 19 вијеку. Током овог периода, дрвене цркве су постале популарне у Галицији, Подољу, Хуцулској области и Придњепарској области и Полесији. Епоха украјинског барока имала је значајан утицај на изградњу дрвених вјерских објеката у Украјини, посебно у Великој Украјини.
У 20. вијеку мало је изграђених дрвених цркава у различитим историјским околностима. Посебно су значајни објекти изграђени током совјетске власти као што су црква Рођења Богородице (изграђена 1921, обновљену 1987) у Лебедин, Бориспољски округ, црква у Кучакову истог округа (изграђена 1922, уништена 60-их година 20. вијека), црква Параскеве Пјатнице у Макаровки, округ Бобровицки (1922. године) и Преображенска црква у селу Новици (Калушки регион) је био највећи дрвени храм у западној Украјини, саграђен 1938. године. Нажалост, храм је изгорио до темеља у ноћи 11. јуна 2018. године.
Током нацистичке окупације изграђене су црква у селу Жукотин (изграђена 1942. године) и црква из 1943. године у селу Веркхне Синивидне (оба села се налазе у Лавовској области).
Покровска црква у селу Бортничи у Прикијеву подигнута је 1944—1945. године на месту оне коју су нацисти спалили 1943. године.
У Халичини и Волинији сачуване су цркве подигнуте у време Друге пољске републике (1918—1939). Након потпуног формирања територије Украјинске ССР, цркве брвнаре је подизала Украјинска православна црква (Московска патријаршија) углавном у Полесији и Волињској области. Изоловани случајеви изградње десили су се у Лавовској области — Березивка (1947), Мости (1947), Хуманетс (1948), Монастирок (1948), Пустелники (крај 1940-их), Завидча (1940), Сокоља (1940), Купче (1960).
Шездесетих и седамдесетих година 20. вијека су настали музеји на отвореном у Украјини у близини Пирохива код Кијева и Шевченкивског Хаија у Лавову, музеји на отвореном у Чернивцима, Узхороду и Перејаславу, у које је пребачено више од десетак старих дрвених цркава из цијеле Украјине.
Послије проглашења независности Украјине, дрвене цркве се и даље граде готово на цијелој територији Украјине. Многе новоизграђене цркве су аналоге бивших уништених цркава, репродукујући свој изглед. Изградња дрвених цркава постала је релевантна у западном делу Украјине за мале парохије одређене вјерске вјероисповести. У том периоду у Украјини су формирани и унапријеђени нови музеји на отвореном „Старо село” у Колочави, региону Закарпатије, архитектури и животу Прајкарпатије у Крилосу, Ивано-Франковској области и другим малим музејима архитектуре и живота. Такође је планирано да се направи музеј свете архитектуре Тернопил, гдје ће такође бити премјештено неколико дрвених цркава. Музеји су такође основани у сљедећим дрвеним црквама: Светом Ђорђу у Дрохобичу (огранак Музеја Бојкившчина), Цркви Светог Духа у Рохатyну, Претпоставка Богородице у Новоселyтсиа и Света Параскева у Олександривки.

## Архитектонска структура дрвених цркава у Украјини
Научници разликују пет стилова закарпатских дрвених храмова, међу њима хуцулски, лемски и бојковски названих по етнографским групама закарпатског становништва, и још готички и барокни према одговарајућим стиловима у каменој архитектури. Постоје и друге класификације, највише по регијама.
Архитектонска конструкција православних и грчко-католичких дрвених цркава у Украјини формирана је током много вијекова у складу са одређеним канонским традицијама, тачније из 3 дијела: бабинец, брод (архитектура) и олтар. Бабинец су дио храма, који углавном има улаз у храм, мјесто гдје су углавном боравиле старије жене. Брод је највећи дио храма, углавном сличан облику као и остали дијелови храма. Олтар је углавном исте величине као бабинец, свештеник је ту за време литургије, краљевске капије и иконостас. Сваки дио храма се посебно зове брвнара. Храмови који се састоје од 3 дела називају се трослојни, ту су и храмови са 5 страна - петодељенски, а сачуван је само један деветосочни храм са пет блокова. За снагу и стабилност дрвене цркве изграђена је на каменим темељима. Постоје неке цркве, у темељима којих су камени надгробни споменици били уграђени на старе камене крстове. Осушени храстови или записи од смреке исте дужине и дебљине наслагани су на врху темеља.
Квадратни блокови цркве са куполом обично се претварају у октагонални облик. Куполе у црквама могу имати неколико нагараја. Већина пукотина се налази у Бојковским црквама. Цркве су углавном прекривене дрвеним шиндром, што цркви обезбеђује очување топлоте и даје аутентичност спољашњости зграде. Премази се замењују сваких 30-40 година како би се спречило труљење и цвјетање дрвета.

### Основни облици плана
Све дрвене цркве у Украјини се могу подјелити у четири типа:
1. Најједноставнији тип је правоугаона грађевина у виду куће, која је била подељена на три дијела: бабинец, црква, олтар. Понекад је таква грађевина била компликована додавањем припрате са запада или сакристије у близини олтара.
2. Најчешћи тип украјинских цркава су цркве од три брвнаре. Ова врста цркве преовлађује на територији Украјине и ван њених граница. Изузетно, цркве су могле бити двоспратне или четвороспратне.
3. Петоклесаних цркава. Ова врста цркве је такође била прилично честа у Украјини. Ове пето-брвнаре у виду крста су придодате наосу са још два брвнара са сјевера и југа. Изузетак су биле зграде од седам брвнара (у селу Березни у Черниговској области (1761. године).
4. Зграда од девет брвна је такође риједак тип најразвијеније форме украјинске цркве брвнаре. Оваква грађевина у облику крста настала је додавањем још једног балвана пето-брвнари у њена четири угла. Примјер такве грађевине са девет кула је Запорошка црква у Самари (1772-79).

Брвнаре у црквама могле су бити архаичнијег правоугаоног облика или касније, развијене под утицајем барокног стила, осмоугаоне. Овакав облик су брвнаре добијале сјечењем углова из правоугаоника. Брвнаре су могле имати један спрат, али су чешће биле компликоване у виду кула, са додатком два, три и четири нивоа. У Бојковској и Лемкијској цркви могло је бити још више слојева. Прелаз са нижих нивоа на виши био је путем редукције и могао се формирати таквим преклапањем: у облику скраћене четворостране или осмоугаоне пирамиде (понекад са кривином) или у облику крњег конуса са кривином.

### Облик куполе
Облик купола украјинске цркве био је крушколики, може бити нижи или виши. Такве куполе не иду даље од осмица или бубњева цилиндара на којима стоје. На куполи је направљен пресрет за трећину или четвртину њене дужине од врха до дна, а најшири дио је био на средини куполе. Купола украјинске цркве завршавала се торњем.
Завршетак цркава у Украјини састојао се од сљедећих дијелова: кугле - круне, полумјесеца са роговима нагоре и умјетничког ажурног крста од гвожђа.
- Купола дрвене цркве Свете Тројице у Жокви, Лавовска област, 1720. године
- Црква блаженопочившег светог мученика Миколаја Чарнетског у Лавову, детаљ крова
- Црква Светог Николе у Рогатину, детаљ крова
- Црква Светог Михајла из села Тисовец, Лвовска област, Чернеча Гора, детаљ крова
- Црква Светог Михајла из села Тисовец, Лавовска област, Вулицја Чернеча Гора, детаљ крова
- Макета дрвене цркве са јасним приказом крова, презентована у комплексу Лавовског музеја народне архитектуре и живота, Лавовска област, Вулицја Чернеча Гора
- Црква у селу Заболовивка, детаљ крова

### Облик трозупца
Већина цркава брвнара Украјине, подигнутих прије 19. вијека, тродјелне су, ријеђе петодјелне. Цркве по свом облику углавном подсјећају на трозубац: три преграде у низу, једна за другом, са највишом кадом у средини. На тај начин се украјинска народна сакрална архитектура разликује од „московског“ стила сакралне архитектуре, гдје доњи дио храма изгледа као недјељива четвороугаона коцкаста конструкција, а на врху може имати неколико купатила.
Једина деветодјелна црква брвнара у Украјини у Новомосковску, Дњепропетровска област, такође подсјећа на трозубац када се посматра сприједа. Па чак и петодјелне цркве, и дрвени и зидани храмови архитектонског стила „украјинског барока“ 17-18. вијека, такође су задржале визуелни изглед трозуба када се гледа са предње или бочне стране (структура у облику крста изгледа попут 5 повезаних засебних структура, од којих свака има своје купатило са крстом).

### Звоник
Звона украјинских цркава увек су била постављена одвојено од цркве, јер су вјероватно служила као осматрачнице током татарске рације. Звоник је био у облику куле од двије или три квадратне блокаде наслагане једна на другу. Како су се удаљавали од земље, блокови су се смањивали. Звоници су завршили са тетрахедралним кровом, а касније и кровом од четири бацања са куполом у облику крушке.
- Дрвени звоник цркве у граду Јаворов
- Звоник. Јасеница-Замкова, Старосамбирски рејон
- Звоник. Јасеница-Замкова, Старосамбирски рејон
- Звоник
- Звоник црква села Зарубинци. Черкаси регион из 1742. године. Музеј украјинске народне архитектуре и етнографије у Пирохову (близу Кијева)
- Звоник цркве у Лавовској области, Пустомитовски округ

### Ентеријер
Стари иконостас имао је пет, шест, а понекад и седам спратова. Зидови унутар цркава нису били украшени, јер је сву пажњу привлачио иконостас. Иконостас је одговарао архитектури цркве: сваки од његових сљедећих слојева био је лакши од претходног, а горњи се одликовао свијетлим ажуром, као што се читаво црквено купатило завршавало ажурним крстом.
Иконостас украјинске цркве састојао се од два главна дијела: доњег - деисус (из грчке молитве) и горњег, који је причао причу о Библији. У средини деисуса била су царска врата. На десној страни царске капије била је слика Спаситеља, а на левој - Богородице. Ове слике су се звале локалне слике, јер су биле обавезне у сваком иконостасу. Са обје стране ових слика налазиле су се славе — слике које су се односиле на свеце или празнике у част којима је црква посвећена. Горњи део иконостаса чинило је неколико редова слика које су биле посвећене причама из Библије. Изнад царских врата била је слика Тајне вечере. На лијевој страни су биле слике које говоре о животу Исуса Христа: Крштење Господње, Преображење Господње, Улазак Господњи у Јерусалим, Васкрсење Христово, Вазнесење, а на десној страни слике које говоре о животу Богородице, као што су: Ваведење у храм Пресвете Богородице, Благовести Пресвете Богородице, Успење и др. Ове слике су биле мале, издуженог облика и у старим црквама на празнике су скидане и постављане испред царских врата на постоље звано тетрапод.
У другом реду десног дијела иконостаса налазила се већа слика Исуса Христа на престолу – „Протојереја“. Са обје стране ове слике биле су слике 12 апостола, са десне и лијеве стране увијек су биле слике Св. Петра и Св. Павле, затим јеванђелисти (Матеј, Марко, Лука, Јован) и остали апостоли. У трећем реду, изнад лика Исуса, била је слика Богородице са дјететом Исусом – „Премудрост“. Са обје стране ове слике биле су слике пророка, дванаест у једном реду, или у већим црквама у два или три реда.
На царској порти са лијеве стране постављени су ликови црквених отаца Светог Стјепана, Светог Лаврентија, у средини – Светог Григорија Богослова и Светог Василија Великог и десно (јужно) – Свети Козма и Свети Дамјан.
Доњи спрат, на коме су постављене олтарске иконе Спаситеља и Богородице, био је украшен штаповима украшеним лозом, лишћем и цвијећем. Главни украс иконостаса била је лоза, чије су се гране шириле по цијелом иконостасу између слика. Сви иконостаси су умјетнички резбарени. Поред резбарства, веома је развијено и црквено сликарство. Поред иконостаса, зидови цркве су понекад били живописани. Сликали су не само слике, већ и жанровске сцене и портрете. Раније је међу манастирским школама било много сликарских школа, чији је главни утицај био Атос. За разлику од минијатура руске црквене традиције, слике у украјинским црквама биле су велике. Такви примјерци су најбоље очувани у Буковини, Галицији, Прикарпатији и Закарпатји. Старе слике су увек биле у византијском стилу. Понекад су иконостаси били украшени не само сликама, већ и резбареним статуама. Били су и на лијевој обали Украјине и даље према истоку.
Оригинална унутрашњост већине дрвених храмова није сачувана. Зидне слике на дрвету сачуване су само у неким дрвеним храмовима Закарпатја, Лавовске области и Прикарпатја.
- Иконостас цркве Светог Ваведења у Бериславу
- Иконостас цркве Светог Михаила у Чемериси Волоском
- Клупа у дрвеној цркви у селу Хукливиј
- Унутрашњост цркве у Бериславу

## Стилови конструкције познати у одређеним регијама Украјине
Термин вернакуларна архитектура може се користити наизменично са терминима „народна“, „обична“, „домаћа“, „традиционална“ и обично се ставља на други крај спектра од професионално пројектованих зграда од стране архитеката. Знање о градњи у народној архитектури засновано је на локалним традицијама и стога је у великој мери засновано на знању које се преноси генерацијама. Различити региони у Украјини имали су свој карактеристичан стил народне архитектуре. На примјер, у Карпатским планинама и околним подножјима, дрво и глина су примарни традиционални грађевински материјали.
Народна архитектура Карпата ослања се на еколошке и културне изворе за стварање јединствених пројеката.
Вернакуларна архитектура се односи на непроглашену, народну архитектуру, укључиујући и сељаке. На Карпатским планинама и околним подножјима, дрво и глина су примарни традиционални грађевински материјали.

## Подоље (област)
Подоље (укр. Поділля, рус. Подолье, тур. Podolya, пољ. Podole, нем. Podolien) је историјско-географски рејон у источној Европи. Данас се налази у западној Украјини и Молдавији (Придњестровљу). На старословенском језику Подоља знаћи терен до или терен уз ријеку.

##### Карактеристике градитељства у овој области
За Подоље је типична троспратна црква са високим главним брвнарама и осмоугаоницима на њима. Посебна карактеристика подољских цркава је вертикална оплата, шиндром, „опасач“ и тријем на улазу. Подољска црква стајала је на пространом мјесту усред села. Врх цркве су чиниле три купатила, од којих је средња била виша. Стрми кров од шиндре спуштао се од купатила до половине зидова цркве. У црквама са богатим украсима, кровови су фарбани у црвено, а око цркве постављене ограде. Црквено двориште било је оивичено липама. Насупрот главним вратима цркве стајала је кула са звонима, покривена ћерамидом. У давна времена су била гробља у близини цркава. На другој страни пута на истом тргу, наспрам цркве, била је гостионица.

##### Истакнути примјери цркава брвнара у датој области
- Црква Вазнесења Господњег (Камјањец-Подиљски)
- Црква у селу Калахаривка, изграђена 1784. године
- Црква, пренијета у Музеј народне архитектуре и живота Украјине, село Зелене (Територијална заједница насеља Хримаиливск)
- Црква Јована Богослова изграђена 1744. године, село Скорики, Подволочискиј рејон, Тернопољска област.
- Црква Јована Богослова (Бернашивка, 1767. године)
- Црква Светог Николе из 1746. године, Виница (Украјина).
- Црква Светог Ђорђа у Старом Хутору, Виница (Украјина) из 1724. године
- Црква Јована Богослова у Малом Хуторију, Виница (Украјина) из 1783. године
- Црква Успења у Дашкивцима из 1768. године
- Црква Рођења Богородице (1764. године)
- Светоуспенска црква из 1767. године, село Маркивка
- Обод цркве Светог Димитрија у Татариву

### Галиција
Галиција (старо име Халич; раније позната и као Црвена Русија) је географско-историјска област на истоку средње Европе, која је данас подјељена између Пољске и Украјине. Галиција је подручје величине око 80.000 km² у подножју Карпата од горњег тока ријеке Висле на западу, до горњег тока ријеке Прут на истоку. Ријека Сан дијели Галицију на западни дио у југоисточној Пољској (са градом Краков) и источни дио у западној Украјини (са градом Лавов).

##### Карактеристике градитељства у овој области
По ободу цркве зидани су од брвана зидови до 2 метра висине. По ободу цијелог храма направљена је надстрешница која штити цркву од кише и снијега. Поткровље ширине више од пола метра монтирају се на вертикалну раван под углом од 15° до 50°. Испод тријема су често постављане клупе за одмор. Виши зидови су задржали свој обим и облик, али су зидови бабинеца и олтара били нижи од зидова наоса. Обично се 1 метар изнад тријема зидао кров наоса и олтара. У црквама Галиције, четвороугаони облик крова прешао је у осмоугаони и формирао куполу. Тако је и у наосу, али је висина куполе већа.

##### Истакнути примјери цркава брвнара у датој области
- Црква Рођења Пресвете Богородице (Хотиниец)
- Црква Светог Михајла из 1697. године, село Кути
- Црква из села Кривка, Туркевског рејона
- Црква из села Кривка, Туркевског рејона
- Црква Светога Крста (Дрогобич)
- Црква Богојављење Господње, 1693. године (Кугаев)
- Црква Светога Василија из 16. вијека, (Черче)
- Црква Светог Арханђела Михајла из 1754. године (Комарно)

### Хуцулшчина
Хуцулшчина, или Хуцулија је украјинска етнокултурна област, област украјинског народа Хуцула, која се налази у Западној Украјини. Хуцули су етнографска група Украјинаца који живе у Карпатима и који су, према једној верзији, потомци најстаријег племена Улића.

##### Карактеристике градитељства у овој области
Карактеристике хуцулских цркава су бројне, поред крсне основе. Хуцулске цркве су најчешће биле 5-делне крстасте структуре, које су користиле смрчеве трупце за формирање зидова са аркадама типа опасанниа. Централна купола је формирана у облику октаедара са раширеним кровом, уместо куполе од лука. Такође, јединствено за хуцулске цркве је употреба лима или металних конструкција у горњим дијеловима цркве, који се такође користе у кућној архитектури овог региона. Средњи квадратни балван на врху се претвара у осмицу, покривен високим осмоугаоним прошивеним плафоном са малим заобљењем око улаза. Изнад четири друге брвнаре обично се налази обичан кров куће са забатима, попут хуцулских кућа; на крову су често врхови. Зидане хришћанске цркве познате су на савременој територији Украјине у Херсонезу (Таврији) из 4.-6. вијека, али се не налазе у периоду Старог кнеза. Касније су се хришћанске цркве поново појавиле у Украјини у 17. вијеку. О томе свједоче бање на Берестову у Кијеву из 1638-43. године (која су реконструисана); црква у Нискиничима у Волињи из 1653. године али и многе друге.
Хуцулске цркве (Божји дом) градили су мајстори. Хуцулска црква има у тлоцрту једнакостранични крст. Црква је увијек била постављена са олтаром на истоку и наосом на западу. На улазу је био бабинец, гдје су стајале жене, наспрам бабинеца је био олтар, бочна крила су се звала притвори. Са запада, испред улаза, био је ганчик. Висина средње цркве брвнара била је једнака дужини цијеле цркве. Дно хуцулске цркве чиниле су греде које су стајале на каменом темељу.Најважнија карактеристика хуцулске цркве је коси „појас” ширине до 2 м, испод којег су се људи скривали од кише или стајали када је у самој цркви било много људи. Дио цркве изнад наоса звао се (оригинални назив верхопасання), овај дио је одозго био покривен подужним даскама (оригинални назив кожухували) како би се спријечило да хладноћа уђе у цркву и да би се греде боље заштитиле од кише. Дио цркве изнад главне брвнара звао се (оригинални назив осьміркою), а изнад тога се налазила и осмоугаона бања. Изнад врха бање постављен је велики (дрвени) крст на осам дрвених стубова – фењера који се завршавао круном. Хуцулске цркве су биле пето- или трокутилне. У цркву се улазило кроз тријем, гдје су се по зидовима качиле капе или капе и остављале сјекире (бартке) и табовке. Са стране код цркве налазио се четвороугаони звоник, покривен шиндром попут цркве.
У црквама са осмицом прелазак из квадратног облика брвнаре у осмоугаони остварује се помоћу клинова-између лукова, познати и као привесци, троугластог облика, овај метод је чисто византијски и био је познат у Украјини од првих почетака хришћанства. Занимљиво је да се у дрвеној конструкцији других, па и словенских народа, овакав начин преклапања не среће. Осмица са клином-интерархом се стално користи у црквама Хуцулске области.

##### Истакнути примјери цркава брвнара у датој области
- Црква у Криворивни из 1719. године
- Вознесењска црква у Јасинији
- Јасинија
- Црква Свете Тројице у Микуличини
- Јаремче. Црква Светог Јована Милостивог из 1663. године
- Црква у селу Черганевка, Косивски округ, Ивано-Франковска област
- Модел хуцуљске цркве
- Пресијек хуцуљске цркве
- План хуцуљске цркве
- Крст хуцуљске цркве

### Бојковшчина
Бојковшчина је етнокултурна регија на сјеверним и јужним падинама Карпата, која се протеже од ријека Лимнице и Тересве на истоку до ријека Уж и Сјан на западу, покривајући планинске предјеле који обухвата Лавовску, Ивано-Франковску и Закарпатску област. Ова регија обухвата око 8.000 км². Долази од имена становништва региона - Бојки.

##### Карактеристике градитељства у овој области
Бојковска дрвена црква се састоји из три дијела: олтара, наоса и бабинеца. Сваки дио је покривен посебним кровом високе конструкције са много набора. У типичној бојковској цркви највише се уздиже кров главног, односно централног брода, док су остали који покривају олтар и наос изграђени нешто ниже и у истом нивоу. И у хуцулској и у бојској цркви звоници стоје одвојено, на одређеној удаљености од саме цркве. У Бојковском типу, црква се састоји од три правоугаоника блиска квадрату, савијена ширим странама од запада ка истоку (Топилница, село Кострина, село Вишка, село Суха). Овај тип цркве се касније развијао са повећањем броја слојева пирамидалног крова (цркве у Бутљи, Кривкиву и Маткиву). Касније је пирамидални покривач замјењен осмоугаоним, који је засађен прво само на централном дијелу (село Верхне Гусне), а касније и на сва три дијела. Иако је бојковски тип цркава био потпуно утемељен и структурно заокружен, народно стваралаштво је ипак нашло излаз за свој непрекидни постепени развој. Наиме: промјена архитектонских облика ишла је у правцу умножавања степенастог преклапања са двоспратне (Топилница, Леница, Збој) до троспратне (Боринија, Јакимчици, Узхок, Кострики, Сухе, итд.), четвороспратне (Перехресне, Таламат) и петоспратнице (Середниа Турка, Веркхнии Студени). Касније су се на пирамидалном поклопцу појавиле фигуре од осам, које су се умножиле, тако да се појавио сложен тип бојковских зграда - од петоспратних (Бутлиа) до шестоспратних (Визхне Висотско, Кривка), седмоспратница (Визхне Бутелка, Визхне Висотско, Комарники) и коначно, осмоспратница у Јасенову. Ова врста конструкције нашла је свој завршетак у сферним купкама, које су биле засађене на све три куле (Кривка, Бутелка, Вижни). Међутим, осмица и купатило су већ посљедица општег развоја дрвеног црквеног крова.
Служба је у бојковским црквама могла бити са плуговима или без њих. Појас без плугова у подножју се звао подсубодка, а простор између купатила звао се кош.
У Бојковским црквама источни и западни врх, иако не потпуно исти, али уравнотежено и симетрично окружују централно купатило, као што је карактеристично за све троспратне украјинске цркве, почев од 16. вијека. У међувремену, лемкинске цркве немају ову равнотежу, а као и у доба готике, западни врх, који служи као звоник, је највиши, централни дио је нижи, а источни (олтар) је веома низак и мали.
Огромна већина бојковских цркава подигнута је у 18. вијеку — само једна, могуће 1641. године (Перехресне у Закарпатју) — али у најстаријим црквама суседних локалитета Бојковшчине, чак и у Галицијској равници и Волињи, постоје одлике „бојковског“, односно примитивног типа цркава гдје је кров са пирамидалним степеницама (примјер је Црква Светог Духа (Потелич) из 16. вијека, Пидвиске 1604. године, Знесиња код Лавова 1605. године, Крехив близу 16. вијек, Терки 1661. године, Воља Висотска крај 17. вијека, Водники 1729. године и други.

##### Истакнути примјери цркава брвнара у датој области
- Црква Светог Ђорђа (Дрогобич)
- Преображенска црква из Новитсија (Калуски округ) је највећи дрвени храм у западној Украјини
- Црква Покрова Пресвете Богородице, Кострина Закарпатја
- Црква Светог Михајла (Ужок), Закарпатија
- Бојковска црква из 1863. године, из села Тисовец, Сколивски округ, Лавовска област
- Црква из 1648. године, Долина
- Црква Светог Никола (Турка), Лавовска област
- Црква Светог Никола (Шевченківський Гай) у селу Кривка, Лавовска област
- Бојковска црква, село Волосјанка
- Црква Светог Михајла из 1663. године, село Ісајив, Лавовска област
- Црква Собора Пресете Богородице, село Маткив
- Црква Светог Духа, Гукливиј

### Лемкившчина
Лемковшчина или Лемковина је украјинска етничка територија, на којој је давно живјела етнографска група Украјинаца – Лемки. Налази се у Карпатима (на обје падине планинског вијенца Бескида) између ријека Сјан и Дунава (у оквиру модерне Пољске) и сјеверозападно од реке Уж (у Закарпатју) до ријеке Попрад у Словачкој. Укупна површина етничке територије Лемкившчине је око 8.800 км²: у саставу Пољске је око 4 310 км²; приближно 1.000 км² је у Закарпатској области Украјине и приближно 3.500 км² као дио Словачке (регион Приашив).

##### Карактеристике градитељства у овој области
У лемковским црквама најчешће су коришћени троделни дизајн са веома високим двоводним крововима и торњем над сваким делом, при чему је највиша кула над улазом. На врху сваке куле налази се торањ, који подсећа на готички торањ, иако изграђен у украјинском стилу.
Основу цркве Лемка чине три правоугаоне брвнаре, односно светилиште, наос и бабинец. Наос је увек био највећи. Под утицајем барокног стила, наос добија облик осмоугла. Светилиште и наос били су покривени гредама и покривени поломљеним кровом од шатора. Најкарактеристичнија карактеристика лемкинске цркве је кула умјесто наоса. Стубне је конструкције, са надвишеном просторијом изнад улаза и покривеном посебном куполом. Цијела црква је покривена даскама и ћерамидом.
Понекад су на лемковско-бојковској граници постојале мале једнобродне цркве, на чијем крову су се налазиле мале куле или врхови, који су симболизовали тродјелну природу украјинске цркве. Тродјелне, цркве из три дијела под једним кровом и са три куполе су типично обиљежје бојковске архитектуре. Материјал за градњу лемкинске цркве били су јела и бор, рјеђе буква или ариш, а још рјеђе храст или јасика. Лемковске цркве са вишим кулама типичне су само за западни и централни лемковски крај, а за долину Ославе (Команча и друга села) карактеристичне су цркве без торња и са ниским косим крововима и са три куполе и фењерима на њима.
У Закарпатским и Лемкијским црквама постоји платформа која се по ивицама ослања на стубове и заграде, који су у неким црквама чак формирали простор назване „суботе“, гдје људи често стоје током литургије. Лемкинске цркве су биле од дасака, а најстарије од њих биле су и покривене даскама.

##### Истакнути примјери цркава брвнара у датој области
- Црква у Шавни
- Црква у Туранську
- Црква у Вислоку Великому
- Црква у Саноку из Ољховецу
- Црква Светог Михајла у селу Шелестово
- Црква Свете Параскеве у cелу Квјатоњ, Украјина Светска баштина УНЕСКА
- Црква Светог Луке из 15. вијека у Пријавшчини
- Црква Светог Јакова из 1612. године, Поворозник

### Закарпатска област
Закарпатска област (укр. Закарпатська область), позната и по називу Закарпатје (укр. Закарпаття) је најзападнији регион Украјине. У том региону се налазе гранични прелази са Словачком, Мађарском и Румунијом.. Административни центар је град Ужгород.

##### Карактеристике градитељства у овој области
Тренутно у Закарпатју постоји више од сто цркава брвнара, а више од четрдесет их је изграђено у 20. вијеку. Свака од ових стотина цркава је на свој начин занимљива са архитектонске тачке гледишта. Њих 33 уврштено је на званичну листу споменика историјског и културног наслеђа.
На 37. састанку Почасне комисије за светску баштину Унеска, одобрен је пројекат, због чега је осам цркава брвнара Украјине добило званични статус светске баштине Унеска. Двије од ових цркава налазе се у Закарпатју. Ово је црква Светог Михаила у селу Ужок, у Великоберезњанском округу, као и црква Струкив у селу Јасиња.

##### Истакнути примјери цркава брвнара у датој области
- Црква Светог Михајла, село Крајниково
- Црква Свете Параскеви, село Олександревка
- Црква Светог Николаја Чудотворца, Колодне
- Црква Светог Николе, (Середнє Водјане)
- Црква Светог Николе, (Середнє Водјане)
- Црква Светог Николаја Чудотворца, cело Изки
- Црква Светог Николе, село Чорноголова
- Црква Ваведења Пресвете Богородице
- Црква Светог Димитрије (Репине)
- Црква Светог Никола (Сокирница)
- Црква Успења Пресвете Богородице, Новоселиција
- Црква брвнара Светог Николе, село Нижнаја Апша

### Буковина
Буковина (рум. Bucovina) јесте историјски регион који је данас подељен између Румуније и Украјине.
Буковина је историјски регион који је данас подјељен између Румуније и Украјине.

##### Карактеристике градитељства у овој области
Они храмови буковинске школе архитектуре који су преживјели до нашег времена изграђени су углавном током отоманске окупације региона. Зато храмови споља подсјећају на традиционалну кућу, јер Турци муслимани нису дозвољавали да се другачије граде. Али чак и под обичним кровом на коси, буковински мајстори су успјели да сакрију исте три брвнаре, чак и ако нису биле веома високе. Само у забаченим планинским предјелима, гдје освајачи нису стигли, понекад су провиривала ова купатила.
Традиционална буковинска црква има висок двоводни кров, али се често завршава раширеним кровом над полигоналним светилиштем. На крову се налази опасаннија и покривена је дрвеном шиндром. Конструкција је обично грађена од балвана, али је често била прекривена глином и кречена, слично кућама у буковинском стилу.

##### Истакнути примјери цркава брвнара у датој области
- Црква св. Николе из 1601. године, Черновци, Украјина
- Црква Рођења Богородице из 1630. године, село Селитин, Украјина
- Црква Вазнесења, Черновци, Украјина
- Успењка црква крај 17. вијека, село Дубивци, Украјина
- Ривне, Буковина, Украјина
- Црква светог Николе из 1786. године, село Берегомет, Украјина
- Успењска црква из 1778. године, Ваљава, Украјина
- Црква св. Константина из 1779. године, село Ошигљиби, Украјина
- Црква св. Николе из 1794. године, село Нињни Станевци, Украјина
- Црква св. арх. Михајла и Гаврила из 1799. године, село Будененц, Украјина
- Црква Илина, Шепит, Путила рејон

### Волиња
Волинска област (укр. Волинська область), позната и по називу Волињ (укр. Волинь), је област на сјеверозападу Украјине. Административни центар области је град Луцк. Ковељ је најзападнији град у области, и задња станица у Украјини на жељезничкој траси између Кијева и Варшаве.

##### Карактеристике градитељства у овој области
Изградња дрвених цркава у Волињи има неколико типова:
- пољски без врха;
- једно- или троспратни волињски стил градње;
- крстолики волињски стил градње;
- латинизовани тип цркава са једном или двије куле.

##### Истакнути примјери цркава брвнара у датој области
- Качин. Успењка црква из 1589. године
- Црква Светог Николе из 1678. године у селу Борочиче, Горохівського району, Волињске области
- Црква из Ривне
- Црква Светог Варваре из села Островија
- Црква из села Вербка
- Црква Сетог Ђорђа из села Дубно из 1700. године
- Церква в Радошівці (Шумського р-ну)
- Црква Светог Димитрија из села Згорани
- Црква Светог Димитрија из села Гишин
- Татедрала Свете Ане у Ковељу

### Придњепарска Украјина
Придњепарска Украјина, позната и као Средње Придњепарље или Кијевска Украјина, је историјска област, која се налази у данашњој средњој и југоисточној Украјини, простире се источно од Подоља и Волиња, између Буга и Ворскла, на басену ријеке Дњепар, до 1783. године (друга подјела Пољске) је била дио Пољско-литванске државне заједнице.

##### Карактеристике градитељства у овој области
Зграде средњег Дњепра (Кијевска област и Полтавска област) одликују се издуженим облицима и, углавном под утицајем рококо стила (17-18. вијек), елегантним и лаганим купатилима. У Полтавском региону пажњу привлачи развијен облик круне у облику издуженог шлема. Цркве у селима Кијевске области су ближе подилском стилу: Сњежки, Вишнопољ и у Конелу из 1748. године, а развијенији примери са двоструком осмом у Кијевској области су Рожишки (подигао га је Иван Гонта 1763. године), Свердликов, Мошурив и Тараш.
Неке цркве носе елементе много старијих времена – то су цркве назване клицког типа. Михољска црква у Пидхирцима и Покровска црква у Креничима, Обукховски округ, су упечатљиви примјери тог типа градње, а типолошки је слична и Покровска црква у Бородању, Бохуславски округ.

##### Истакнути примјери цркава брвнара у датој области
- Црква из 1651. године
- Воскресењска црква из 1711. године
- Црква Свете Петке у Пирогови
- Онуфријева црква из 1705. године у Липовому Скитку
- Црква Светог Михајла из 1730 године
- Црква Светог Михајла из 1740. године
- Црква Светог Михајла из 1742. године у селу Пидгрици
- Црква Светог Ђорђа из 1753. године у Тарашчи
- Црква Светог Николе из 1758. године у селу Кожанка
- Покровска црква 1761. године у селу Креничи
- Ваведењска црква из 1797. године у Трипилију
- Козачка церква, Кијев, Мамаєва слобода
- Црква из 1651. године у селу Пишци, Кијевска област

### Украјинска лијева обала
Украјинска лијева обала је је историјско име дијела Украјине на лијевој (источној) обали ријеке Дњепар, који обухвата данашње области Черниговску, Полтавску и Сумску, као и источне дијелове Кијева и Черкаса.

##### Карактеристике градитељства у овој области
У Дњепру и Слобожаншчини, цркве брвнаре су у плану имале осмоугаоне брвнаре. Преклапање брвнара представљало је наизменично одсецање шатора и осморице. Цркве на левој обали одликују се знатном висином самих брвнара или њихових врхова. Ђурђевска црква у сеелу Иваници, сада Ичњански округ из 1654. године је најстарија истражена грађевина дрвене монументалне архитектуре Украјинске лијеве обале.
Дрвене цркве у овом региону су од три брвна, једноспратни, борови на храстовим темељима. План се састојао од четвоространог наоса, осмостраног центра и шестостраног олтарског плана. Централни простор у плану био је скоро четири пута већи од бабинеца, а оквир зидова центра био је скоро три пута већи од оквира бабинца и олтара. Истог типа биле су и Воскресенска црква из 1694. године и Покровска црква из 1779. године, црква у Љубечу, Катаринина црква у Хоруживки и црква у Жукотки.
Други тип цркава на лијевој обали чиниле су три квадратне брвнаре, олтар и наос су били нижи и покривени стрмим двоводним кровом. Централну, много већу брвнару покривала је не осмица, већ четворка, а ова четворка је, пак, била покривена мањим стрмим четвоространим врхом. Најважнија карактеристика цркава овог типа био је нагиб зидова свих брвнара према унутра. Овом типу припадала је црква у Моровску.
Најчешћи тип цркава потиче из друге половине 17. вијека и из 18. вијека биле су цркве брвнаре, са осмоугаоним средиштем, фасетираним олтаром и наосом. Овај период карактерише развој врхова централног балвана у висину. Цркве овог типа укључују: црква Вазнесења у Сосници (1705), Ваведењска црква у Бериславу (1726), црква Светог Ђорђа у Лозови, црква Рођења Богородице у Воронкову (1736), црква Вознесења у Деријевки (1749), црква Рођења Богородице у Гремјачу (1747), црква Светог Михајла у Коровинцу (1752), црква Светог Ђорђа у Лебедину (1765), црква Свете Тројице у Левченку (1768), црква Светог Михајла у Жадову (1769), црква Рођења Богородице у Шаливки (1772), црква Светог Ђорђа у Великој Усти (1772), црква Светог Михајла у Бабајкову (1773), црква Светог Ђорђа у Петриковки (1775), црква Светог Николе у Веремјевки (1775), Ваведењска црква у Введинки (1777), Покровска црква у Кролевки (1779), црква Светог Николе у Красној Луци (1783), црква Светог Николе у Солоницивки (1789), Покровска црква у Малом Будком (1779) те црква Узвишења Светог Крста у Коропу (1797).

##### Истакнути примјери цркава брвнара у датој области
- Ваведењска црква из 1727. године у Бериславу
- Црква Светог Ђорђа у Седневи
- Црква Светог Николе у Лохвици
- Црква Светог Николе у Веремијвци
- Црква Свете Тројице из 1773. године (обновљена)
- Црква Светог Николе у Новгород-Сиверском
- Црква у селу Боровењки, Луган

### Тернопилшчина
Тернопољска област позната и по називу Тернопилшчина је област на западу Украјине. Административни центар области је град Тернопољ.

##### Карактеристике градитељства у овој области
Тернопољски стилови градње је мјешавина карпатског и кијевског стила градње. Преовлађују два стила: Тернопољски стил брода и Тернопољски крстообразни стил. У стилу наоса користио се дугачки правоугаони облик са двоводним кровом на супротним крајевима са малом украсном куполом од лука, која се често не види из унутрашњости цркве. Крстообразни стил користи еквидистантни крстолик са структурном централном куполом од лука и двоводним кровом преко сваког укрштеног дијела. Иако је изграђен у дрвету у селима, овај стил је често користио зидање у урбаним срединама.

##### Истакнути примјери цркава брвнара у датој области
- Црква Воздвижења Часног Крста у Копичинци
- Звоник цркве Воздвижења Часног Крста у Копичинци
- Стара цркве из Зелене, данас се налази у Националном музеју народне архитектуре и народних обичаја Украјине у Кијеву

## Дрвени храмови Украјине у умјетничким дјелима
- Украјинска пјесма историјског и војног садржаја „Спаваш, слушаш, господару“ (оригинални наслов на украјинском језику Ци спиш, ци чуєш, пан господарю) описује изградњу троделног храма (највјероватније трозубац) - прилагођен превод:

„Саградио је цркву са три стиха,
Са три стиха, са два прозора.
Кроз један прозор мали сан се диже,
Мјесец залази у другом прозору,
Господар пролази кроз врата раја“.
- Украјински писац Олес Гончар поставио је деветодјелну Тројичку цркву у Новомосковску у Дњепропетровској области као главну тему свог чувеног романа „Катедрала“, чија је тема веза између става људи према очувању таквих древних споменика и моралног стања друштво.

## Храмови у украјинској хералдици
- Трибанска црква је приказана на грбу Борзњанског рејона Черниговске области.
- Деветодјелна Тројичка црква је приказана на грбу града Новомосковска, Дњепропетровска област.
- Тродјелни храм са једном бањом приказан је на грбу града Бровари, Кијевске области.

- Грб Борзњанског рејона
- Грб града Новомосковск
- Грб града Бровари

## Значај и заштита
Вернакуларна архитектура Карпата, посебно у Украјини и Пољској су препознати и заштићени и као свјетско културно наслијеђе од 21. јуна 2013. године. Владе Пољске и Украјине поднјеле су . године иницијативу за увршћење барем 16 цркава у Унесков списак.
Дрвене цркве пољских и украјинских Карпата је скупни назив за 16 православних и грчко-католичких цркава које су уписане на УНЕСКО-ов попис мјеста свјетске баштине у Европи, а од којих се 8 налази у пољским војводствима: Малопољском и Поткарпатском војводству, те 8 у украјинским покрајинама: Лавовској и Ивано-Франковској области.
Украјинска дрвена сакрална архитектура, методе и проблеми очувања древних храмова разматрају се у документарном филму ТВ канала „Стакло“. „«Дерев'яні храми: вічний монолог»”. Архивирано из оригинала 04. 03. 2016. г. Приступљено 23. 03. 2024.